# Solmaris solmaris
Solmaris solmaris is een hydroïdpoliep uit de familie Solmarisidae. De poliep komt uit het geslacht Solmaris. Solmaris solmaris werd in 1856 voor het eerst wetenschappelijk beschreven door Gegenbaur. 